# Décennie 1390 en architecture
| Années de l'architecture : 1387 - 1388 - 1389 - 1390 - 1391 - 1392 - 1393    |
| Décennies de l'architecture : 1360 - 1370 - 1380 - 1390 - 1400 - 1410 - 1420 |

Cet article présente les faits marquants de la décennie 1390 en architecture.

## Événements
- 25 octobre 1394 : la ville de Hanyang (Séoul), rebaptisée Hanseong le 6 juin 1395, devient la capitale de la Corée de la dynastie Joseon par une décision du 24 août[1]. Début de la construction du palais royal du Gyeongbokgung (1394), du Sajikdan (en) et du sanctuaire de Jongmyo (1395)[2]. En 1398 le toi Taejo fait construire une enceinte de 18 km autour de la ville, incluant les portes de Heunginjimun et Sungnyemun[3].

- 27 août 1396 : début de la construction de la chartreuse de Pavie par Jean Galéas Visconti[4].

## Réalisations
- 1389-1405 : construction inachevée du mausolée de Khoja Ahmed Yasavi à Turkestan, au sud du Kazakhstan actuel[5].
- 1390 : construction de la tour Gongchen à Nanzhao (Weishan), en Chine[6].
- Vers 1390 : fin des travaux de la nef de l'église Saint-Botolphe de Boston (1309-1390)[7].
- 1394 : reconstruction de la charpente du Westminster Hall par le charpentier anglais Hugh Herland (en)[8].
- 1395 - 1405 : le Puits de Moïse œuvre du sculpteur Claus Sluter réalisée pour le duc de Bourgogne Philippe II le Hardi à la chartreuse de Champmol près de Dijon[9].

- 1396 : début de la reconstruction du château de Pierrefonds, en France[10].
- 1397 : 
  - construction du Kinkaku-ji au Japon[11].
  - construction de la citadelle de la dynastie Hô au Viêt Nam[12].
  - construction des stalles de la cathédrale de Worcester[13].
  - l'architecte Mikołaj Werner achève la construction de la voûte de la nef centrale de la basilique Sainte-Marie de Cracovie[14].
- 1398 : début de la construction de l'église de l'Esprit-Saint à Heidelberg. La nef est achevée en 1441[15].

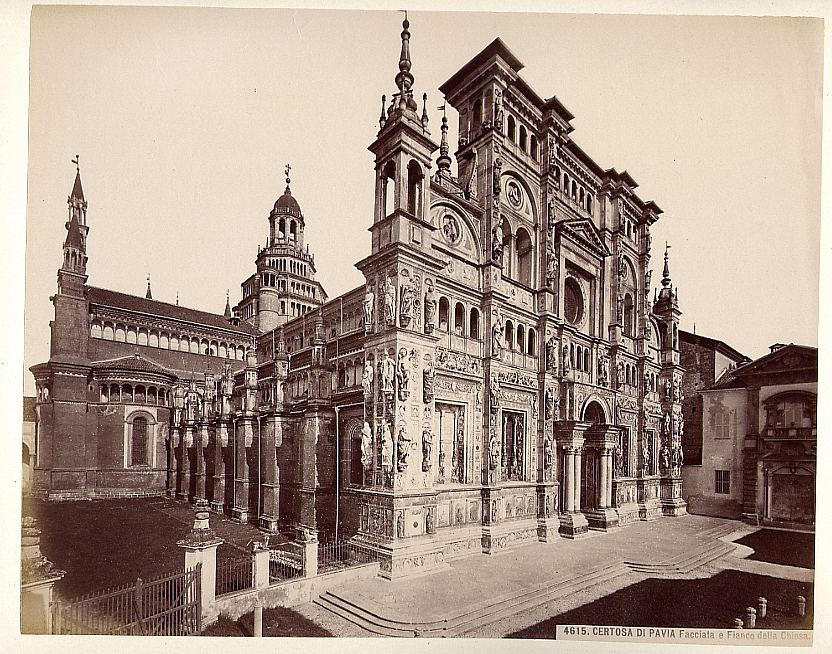
Chartreuse de Pavie
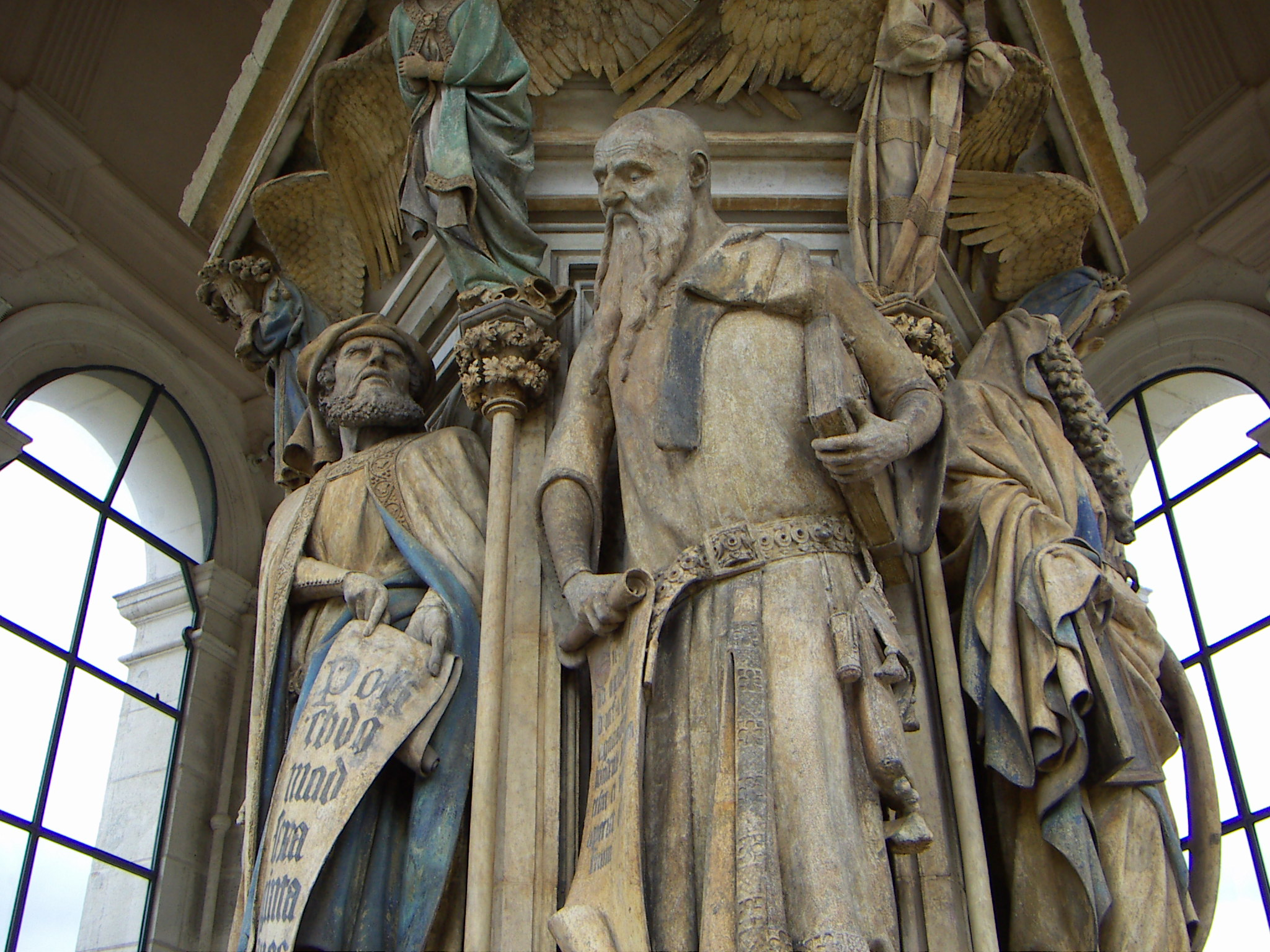
Le Puits de Moïse
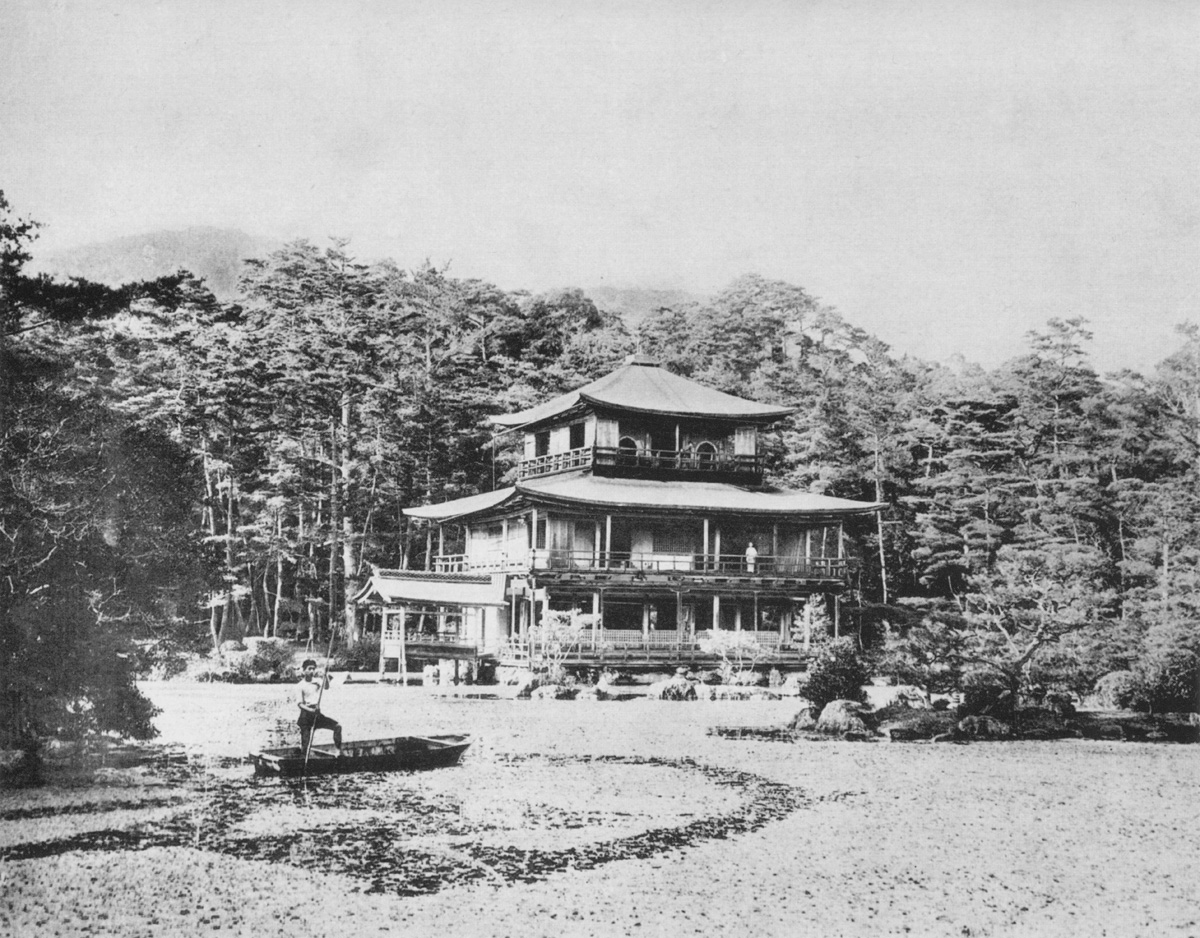
Kinkaku-ji
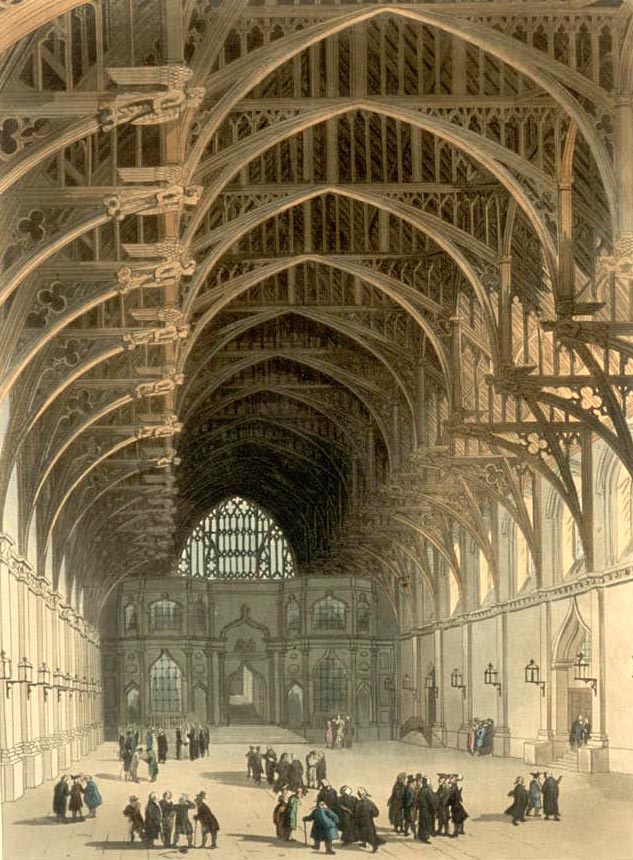
Westminster Hall

## Naissances
- 1391 : Michelozzo († vers 1472)

## Décès
- 13 juillet 1399 : Peter Parler, architecte allemand (° 1330).